# Erwin Piplits
Erwin Piplits (Viena, 19 de julio de 1939) es un director de teatro, escenógrafo y actor austriaco. 

## Biografía
Erwin Piplits nació en Viena y aprendió primeramente la Imprenta textil. En 1962 comenzó su actividad artística con los „Komödianten am Börseplatz“ como escenógrafo y actor. En 1970 realizó paralelamente estudios en la Escuela Superior de las artes aplicadas  en Viena, mientras trabajaba además en el lugar de espectáculos Arena y partir de 1971 en el museo del siglo XX. 
El intensivo trabajo con títeres lo llevó a la creación del teatro musical experimental Pupofon, que luego se convirtió en Pupodrom. 1973 comenzó a trabajar con Ulrike Kaufmann y crearon junto el Teatro Serapion de Viena. Desde 1980 Erwin Piplits trabaja continuamente con el Teatro Serapion, el cual se encuentra desde 1988 en el edificio de la Bolsa de Productos agrícola y lleva el nombre de Odeon. Ha trabajado además como Regisseur para el Festival de Salzburgo (Salzburger Festspiele), para la Ópera de Viena (Wiener Staatsoper) y para la Ópera de Zúrich (Oper Zürich).
2010 recibió el Premio de teatro Nestroy por la obra de su vida compartido con su compañera de vida Ulrike Kaufmann.

## Premios
- 1980: Kainz-Medaille Förderungspreis
- 1982: Kainz-Medaille
- 2005: Nestroy-Theaterpreis Beste Ausstattung von Xenos im Serapionstheater
- 2010: Nestroy-Theaterpreis por la obra de su vida, compartido con Ulrike Kaufmann